# میل (فیلم ۱۹۷۱)
میل (به هندی: Chahat) و (به انگلیسی: Desire) فیلمی هندی محصول سال ۱۹۷۱ و به کارگردانی مونی باتاچارجی است. در این فیلم بازیگرانی همچون بیسواجیت، مالا سینها، جیتندرا، ممتاز و آچالا ساچدف ایفای نقش کرده‌اند.